# Frédéric Vitoux
Frédéric Vitoux (n. 19 august 1944, Vitry-aux-Loges, Centre-Val de Loire, Franța) este un scriitor și jurnalist francez. Este cunoscut ca romancier, biograf și cronicar literar. Tatăl său era jurnalist. A fost ales ca membru al Académie Française în 2001. În 2010, a câștigat premiul literar Édouard Drumont pentru romanul său Grand Hotel Nelson.
9 zile la Terracina a fost ecranizat de Nae Caranfil ca Dolce far niente (1998).

## Lucrări scrise
- 1973  Louis-Ferdinand Céline, Misère et parole  (Éditions Gallimard)
- 1973  Cartes postales  (Gallimard)
- 1976  Les Cercles de l'orage  (Grasset)
- 1976  Bébert, le chat de Louis-Ferdinand Céline  (Grasset)
- 1978  Yedda jusqu'à la fin  (Grasset)
- 1978  Céline  (Belfond) [11]
- 1979  Un amour de chat  (Balland)
- 1981  Mes îles Saint-Louis  (Le Chêne)
- 1982  Gioacchino Rossini  (Le Seuil)
- 1983  Fin de saison au Palazzo Pedrotti  (Le Seuil)
- 1985  La Nartelle  (Le Seuil)
- 1986  Il me semble désormais que Roger est en Italie  (Actes-Sud)
- 1987  Riviera  (Le Seuil)
- 1988  La Vie de Céline  (Grasset)
- 1990  Sérénissime  (Le Seuil)
- 1990  L'Art de vivre à Venise  (Flammarion)
- 1992  Charles et Camille  (Le Seuil)
- 1993  Paris vu du Louvre  (A. Biro)
- 1994  La Comédie de Terracina  (Le Seuil)
- 1996  Deux femmes  (Le Seuil)
- 1998  Esther et le diplomate  (Le Seuil)
- 2000  L'ami de mon père  (Le Seuil)
- 2001  Le Var pluriel et singulier  (Équinoxe)
- 2003  Des dahlias rouge et mauve  (Le Seuil)
- 2004  Villa Sémiramis  (Le Seuil)
- 2005  Le roman de Figaro  (Fayard)

## Traduceri
- 9 zile la Terracina, Editura Alffa, 1998[12]
- Grand Hotel Nelson, Editura Spandugino, 2013[13]
- La ce oră, din ce zi..., Editura Univers, 2020[14]